# Вулиця Валова (Львів)
Ву́лиця Вало́ва — вулиця в історичному центрі Львова (Галицький район), поблизу колишнього середмістя. Прямує із заходу на схід від площі Міцкевича до вулиці Підвальної. Нумерація бере початок від площі Міцкевича.
Прилучаються вулиці Галицька, Сербська, Архівна, а також площі Галицька та Соборна.
Рух транспорту по вулиці дозволений лише на ділянці між площею Галицькою та вулицею Підвальною і лише у напрямку до Підвальної. В'їзд з Підвальної заборонений. У місці перетину з вулицею Галицькою Валову перекрито та під будинками № 7, 9 і 11 влаштовано платний паркінг. Ділянка вулиці навпроти будинку № 5 для автомобільного руху перекрита повністю і використовується як літній майданчик кав'ярні «К'Кава». Наступна ділянка перекритої вулиці — від будинку № 5 до площі Міцкевича використовується для проїзду до підземного гаражу «Укрсоцбанку».

## Історія
Вулиця виникла на початку XIX століття після того, як було розібрано південний міський мур (1777 рік). Спочатку на місці колишнього муру і прилеглих ділянок утворено вулицю Нову (нині Братів Рогатинців). 1811 року було засипано рів перед садом Монастиря бернардинів і через сад продовжено вулицю Шкоцьку (нинішня Сербська) до теперішньої пл. Соборної. Так Шкоцька перетнула майбутню вулицю Валову. У засипаному рові влаштовано каналізаційний колектор, для будівництва якого застосовано матеріали з розібраного міського муру. Пізніше, у 1818 році, на місці валів, що оточували Високий мур, прокладено вулицю Валову. Протягом усього часу свого існування вулиця не змінювала назви.

## Археологічні дослідження
2002 року на розі вулиць Валової і Підвальної, під час реконструкції дороги і трамвайної колії на вулиці Підвальній, Архітектурно-археологічною службою Управління охорони історичного середовища проведено дослідження, котре підтвердило присутність залишків «Королівської бастеї» третьої лінії міських оборонних укріплень, що збігається з картографічними даними. Виявлено також багато уламків побутових речей, зокрема посуду, а також цегли, кахлів XVI–XVIII століть.
У 2002—2003 роках на місці зруйнованого будинку № 15, а також на території за адресою вулиця Братів Рогатинців 18, тією ж службою проведено охоронно-рятівні дослідження ділянки площею 245 м². Знайдено залишки другої лінії оборонних укріплень XV–XVI століть, так званий «низький мур». Кам'яні фундаменти муру датуються 1412 роком. Знайдено також фрагменти посуду, взуття та інші речі широкого вжитку. Деякі з них позначені печатками зі шведською геральдикою.

## Будівлі

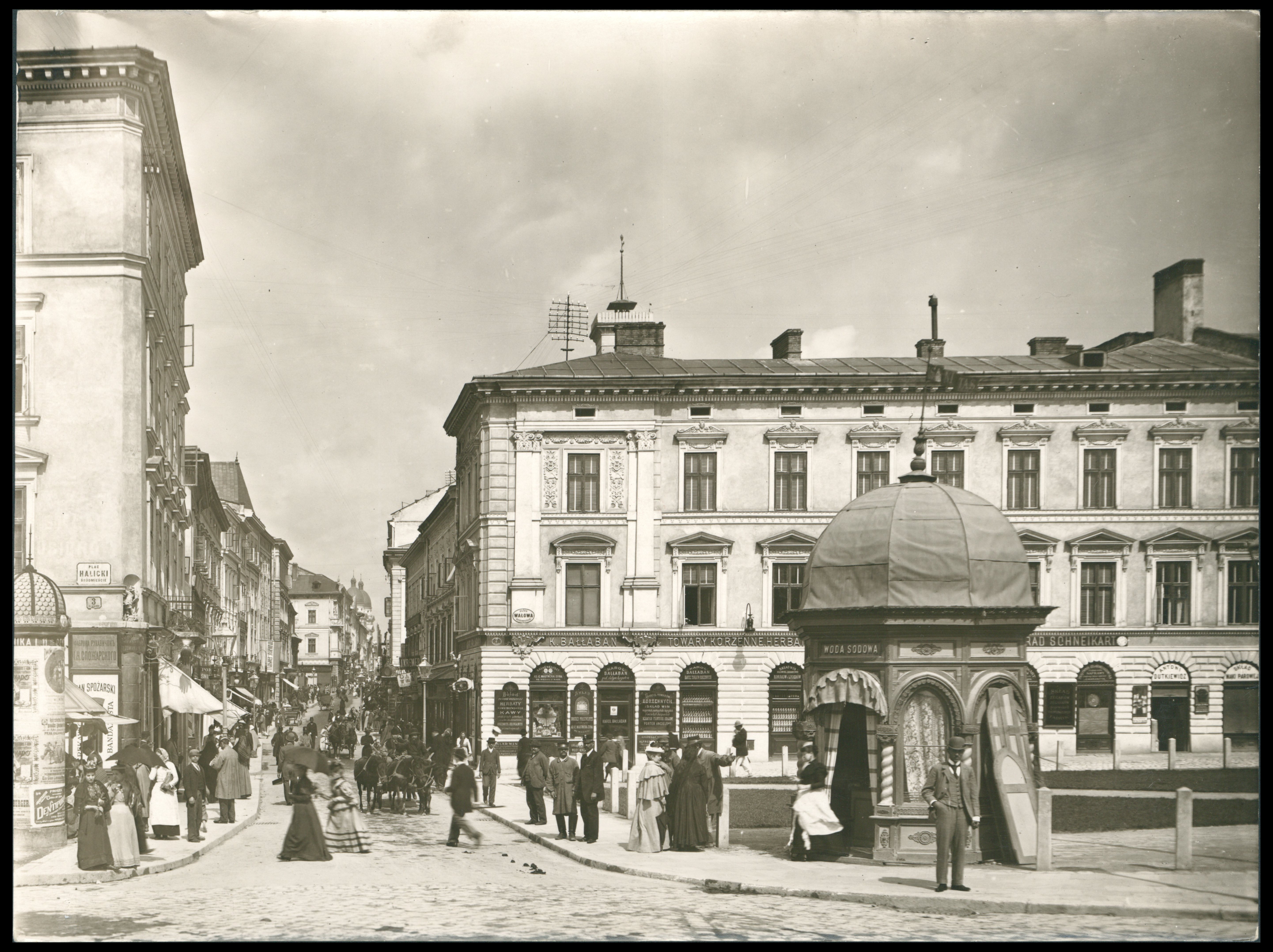
Кам'яниця Балабанівська, 1894 рік (не існуюча)

№ 1 — тут 1847 року заснував свою майстерню львівський скульптор італійського походження Паскуале Джованні Заккі. Заклад спеціалізувався на станковій та монументально-декоративній скульптурі. Після смерті Паскуале Джованні у 1881 році, справу батька продовжили його сини Віктор і Ян Олександр. 1911 року майстерню закрито. Будинок до нашого часу не зберігся.
№ 2 — житловий будинок на розі вул. Валової та площі Міцкевича, споруджений наприкінці XIX століття у стилі історизму. Певний час в будинку містилося Управління державної реєстрації Львівської міської ради.
№ 4 — упродовж 1878—1884 років у цьому будинку винаймало приміщення Політехнічне товариство. Згодом будинок був зайнятий польською жіночою гімназією імені Королеви Ядвіги.
№ 5 — наріжний будинок з вулицею Галицькою. Виник на місці мурів Галицької брами. Початково це були три окремих домоволодіння із невеликими будинками, зведеними наприкінці XVIII століття. На початку XIX століття усі три будинки перебудовано в одну триповерхову кам'яницю. 1873 року збудовано триповерховий дворовий флігель на місці давнішого одноповерхового. 1902 року вхід перенесено з вулиці Галицької на фасад від вулиці Валової. Перший поверх займає кав'ярня «К'Кава», наріжну із вулицею Галицькою частину — львівське відділення № 1 «Плюс Банку».
№ 7. Кам'яниця Балабанівська — шестиповерховий колишній прибутковий будинок (інша адреса — вул. Галицька, 21) на розі з вулицею Галицькою. На першому поверсі розташований операційний відділ львівського відділення «Ощадбанку» № 6319 та відділення «Укрсиббанку» № 925. На інших поверхах знаходиться Управління соціального захисту Львівської міської ради та Державне спеціалізоване видавництво «Світ». Будинок вважається одним із найкращих зразків раціональної постсецесії в архітектурі Львова. Зведений 1910 року за проєктом архітектора Альфреда Захаревича та Юзефа Сосновського на замовлення доктора Теодора Балабана. 8 барельєфів між вікнами другого поверху виконані Зигмунтом Курчинським. У 1931 році дім куплено Галицькою ощадною касою і тоді ж проведено перепланування та реконструкцію фасаду першого поверху в стилі конструктивізму за проєктом Вавжинця Дайчака. Початково тут були дві менші житлові кам'яниці (№ 21 і 23 на вулиці Галицькій). Одна з них походила ймовірно з 1798 року і стояла на місці ще давнішої, збудованої замість розібраної перед цим Галицької брами.
№ 9 — на першому поверсі розміщене відділення «Ощадбанку» № 6319. Будинок зведено за проєктом фірми Альфреда Захаревича і Юзефа Сосновського у 1911 році, для банку «Львівського». Фасад прикрашений чотирма барельєфами виконаними Зигмунтом Курчинським (алегорії мистецтва, промисловості та економіки). Інтер'єри первісно мали живописне оздоблення. В операційній залі не збереглись вітражі авторства Захаревича, які гармоніювали з позолоченою ліпниною. Інтер'єр будинку втратив залишки сецесійного декору після реконструкції 2000 року.
№ 11 — в будинку розташовано офіс та головне відділення ПАТ «Ідея Банк», а також  — центр обслуговування абонентів компанії «Київстар». Споруджений у 1909 році за проєктом Артура Шлеєна у дусі модернізованої готики. Скульптури лицарів виконав Тадеуш Блотницький. Помилки у застосуванні штучного каменю з часом призвели до руйнування скульптур. 2007 року скульптори Олег Капустяк та Юрій Полідович виконали їх реставрацію.
№ 13 — кам'яниця споруджена у 1911—1912 роках, як прибутковий будинок Адольфа Левіна спілкою архітекторів Вітольда Мінкевича і Владислава Дердацького. Фасад оздоблено рельєфами Зигмунта Курчинського. На першому поверсі розташована кав'ярня «Соната» і магазин мисливського спорядження «Мисливець».
№ 14 — будинок на розі з площею Галицькою (друга адреса — площа Галицька, 6). На першому поверсі розташоване відділення поштового зв'язку № 8. У міжвоєнний період у будинку містилась адвокатська контора Мар'яна Глушкевича. 1964 року на фасаді уміщено пам'ятну табличку про те, що у 1936—1932 роках тут працював центральний комітет організації «Сельроб» та редакція її газети «Сель-Роб». Будинок споруджений за проєктом архітектора Вінцентія Кузневича у 1888 році для москвофільського товариства імені Михайла Качковського.
№ 15 — офісний центр спроектований у 2002 році архітектором Олександром Базюком. Замовником виступало ТзОВ «Консоль» (Сімферополь). Конфлікт, що виник довкола будівництва будинку, призвів до відставки голови Управління охорони історичного середовища, Миколи Гайди, котрий вважав будівництво незаконним. Попередня кам'яниця, збудована у 1788—1789 роках, завалилась 25 березня 1995 року. 1997 року була розібрана. Металеві решітки її балконів були ідентичні до будинку на площі Ринок, 45. Археологічне дослідження на місці зруйнованого будинку виявило залишки мурів XV—XVI століть, локалізація яких не збігалась з інформацією, поданій в історичних джерелах.
На першому поверсі офісного центру розташовані відділення № 2 «Астра Банку», відділення № 2 банку «Фінансова ініціатива», регіональне управління № 7 банку «АктаБанк» і «Галицьке» відділення банку «ВТБ». 
№ 16 — будинок споруджений у 1840-х роках. На початку XX століття це був один з будинків, де містилося управління XI армійського корпусу. Управління займало також сусідній будинок на нинішній площі Соборній, 6. У міжвоєнний період тут розташовувалось командування львівського гарнізону.
№ 18 — частина приміщень Бернардинського монастиря. В середині XIX століття сюди з вулиці Бляхарської, 13 (тепер вул. Федорова) перенесено утворену 1858 року III гімназію імені Франца Йосифа. 1876 року гімназію перенесено до новозбудованого корпусу на вулиці Баторія, 5 (тепер вул. Князя Романа). У приміщеннях на Валовій залишилась філія. У 1879/1880 навчальному році філію перетворено на самостійну гімназію IV з польською мовою викладання. У 1890/1891 навчальному році ця гімназія також отримала новий власний будинок, що на нинішній вулиці Професорській. Перед першою світовою війною в будинку діяла філія VII гімназії з польською мовою навчання. Від 1919/1920 навчального року це була X державна гімназія імені Генрика Сенкевича. 23 вересня 2008 року будинок внесений до переліку памʼяток культурної спадщини, що не підлягають приватизації.
№ 18а — львівський «Музей Ідей», заснований 1992 року художником Олесем Дзиндрою.
№ 19 — житловий триповерховий, цегляний, тинькований, з двома дворовими флігелями будинок. Зведений у 1894 році за проєктом будівничого Анджея Голомба у стилі історизму. Тривалий час на першому поверсі працювала кав'ярня «ЦК Локал», інтер'єр якої був розроблений львівським дизайнером, мистецтвознавцем Володимиром Костирком. У 2020 році в приміщенні колишньої кав'ярні «ЦК Локал» відкрився заклад Дмитра Пащука «Port Wine Bar».
№ 20 — у будинку розташоване Управління охорони історичного середовища Львівської міської ради та ресторан «Бернардинське подвір'я».
№ 21 — будинок на початку XX століття належав єврейському політикові Адольфові Штанду.
№ 23 — на першому поверсі розташований «Edison Pub» (вхід з вулиці Архівної). У цьому будинку мешкав і у 1946 році помер вчений-дерматолог Роман Лещинський.
№ 25 — Будинок споруджений 1843 року у стилі пізнього класицизму. Нині на першому поверсі будинку розташована «Ресторація на Валовій».
№ 27 — перший поверх займає магазин церковних тканин.
№ 29 — будинок споруджений у 1848 році у стилі пізнього класицизму.
№ 31 — наріжний будинок з вулицею Підвальною (інша адреса — Підвальна 3). Колишній будинок Шпрехерів, зведений у 1910—1912 роках за проєктом Карела Боубліка. У 1919—1939 роках тут містилася редакція єврейської газети «Chwila». Влітку 1941 року тут діяла організація «Жіноча Служба Україні», очолювана Цецилією Паліїв. Організація допомагала колишнім полоненим, безпритульним дітям та безробітним жінкам. 23 вересня 2008 року будинок внесений до переліку пам'яток культурної спадщини, що не підлягають приватизації. У будинку міститься офіс видавництва «Каменяр».

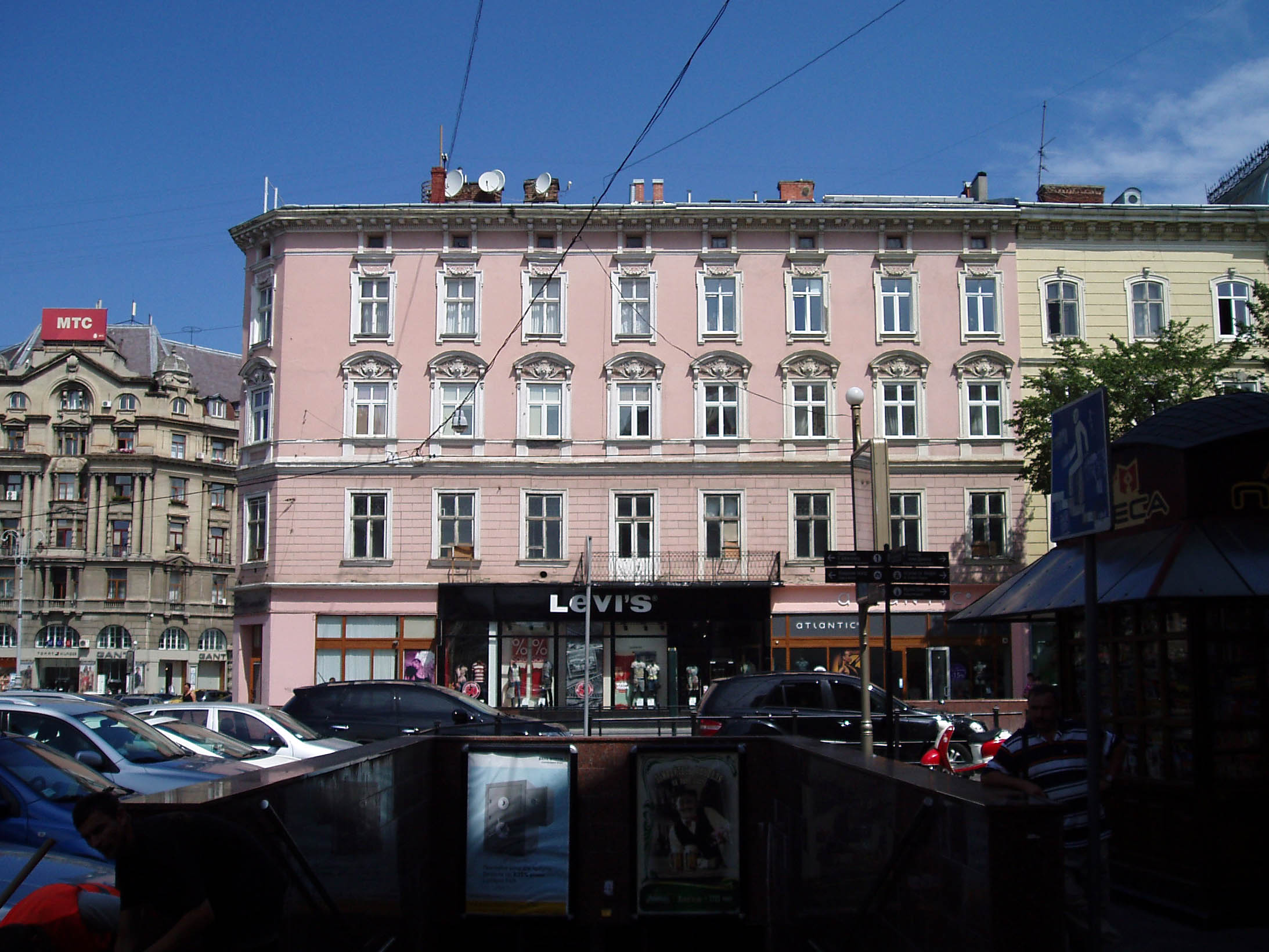
Житловий будинок (вул. Валова, 2, вигляд з площі Галицької)
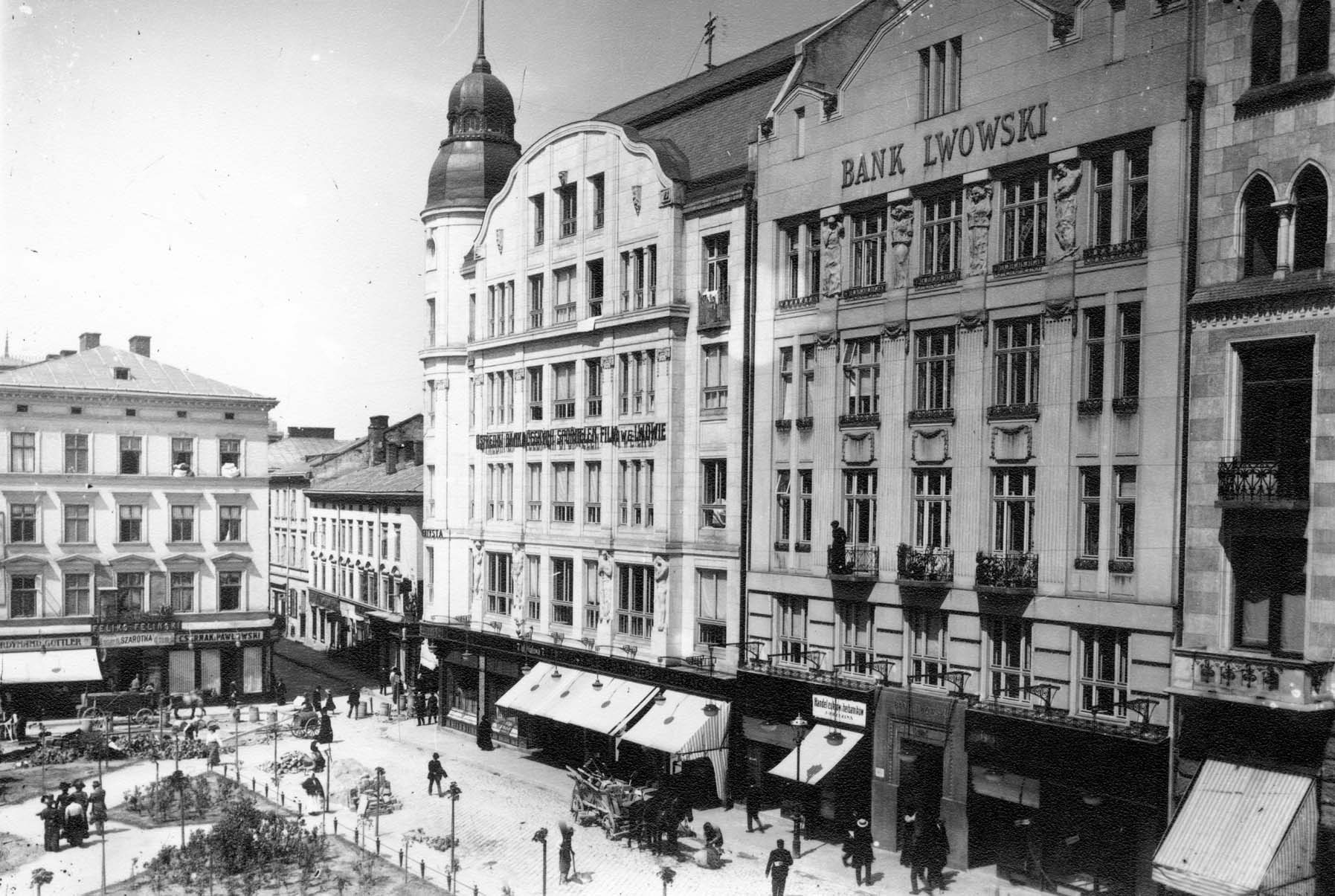
Житлові будинки № 7 і 9 (початок XX століття)
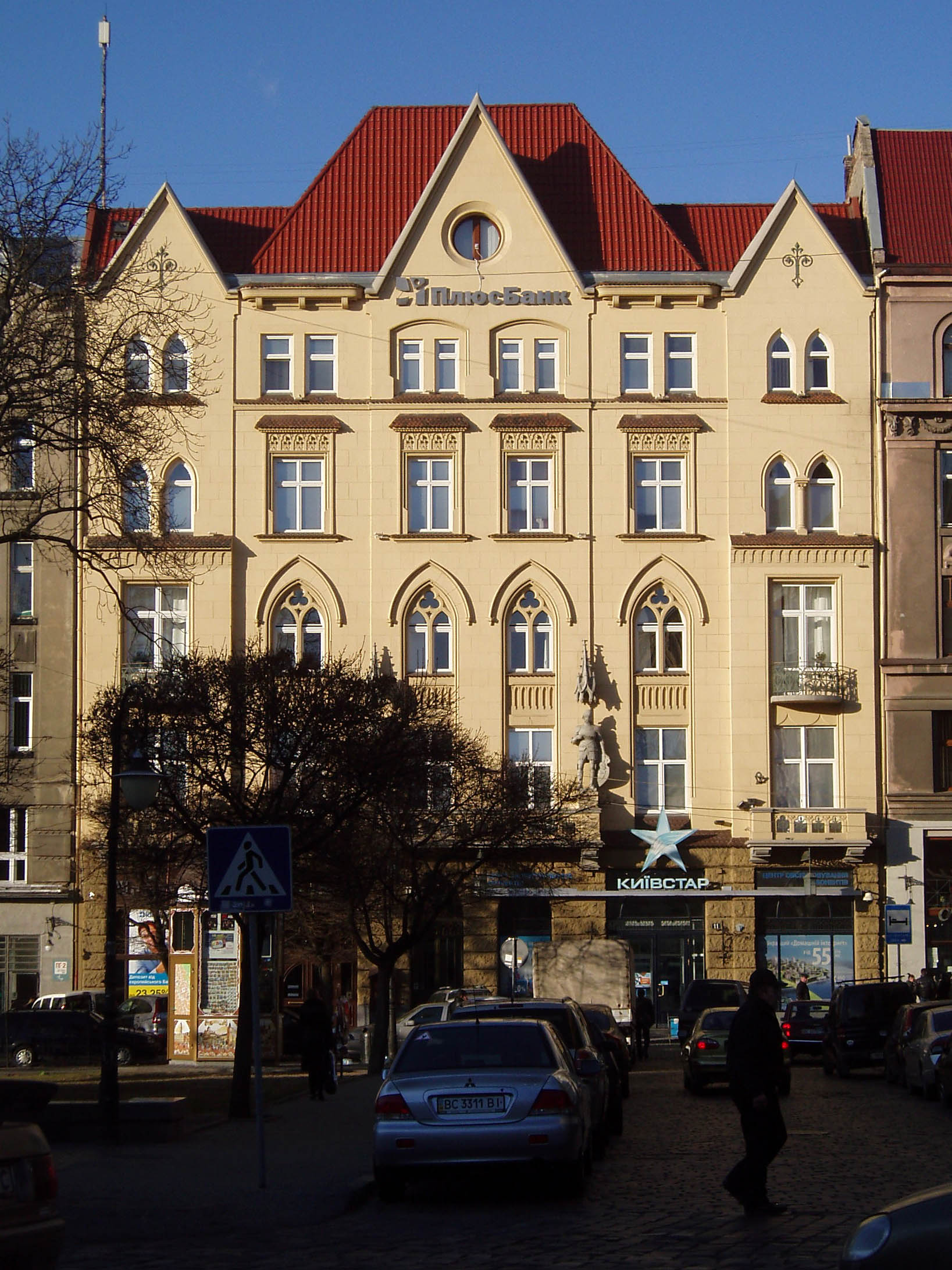
Житловий будинок № 11
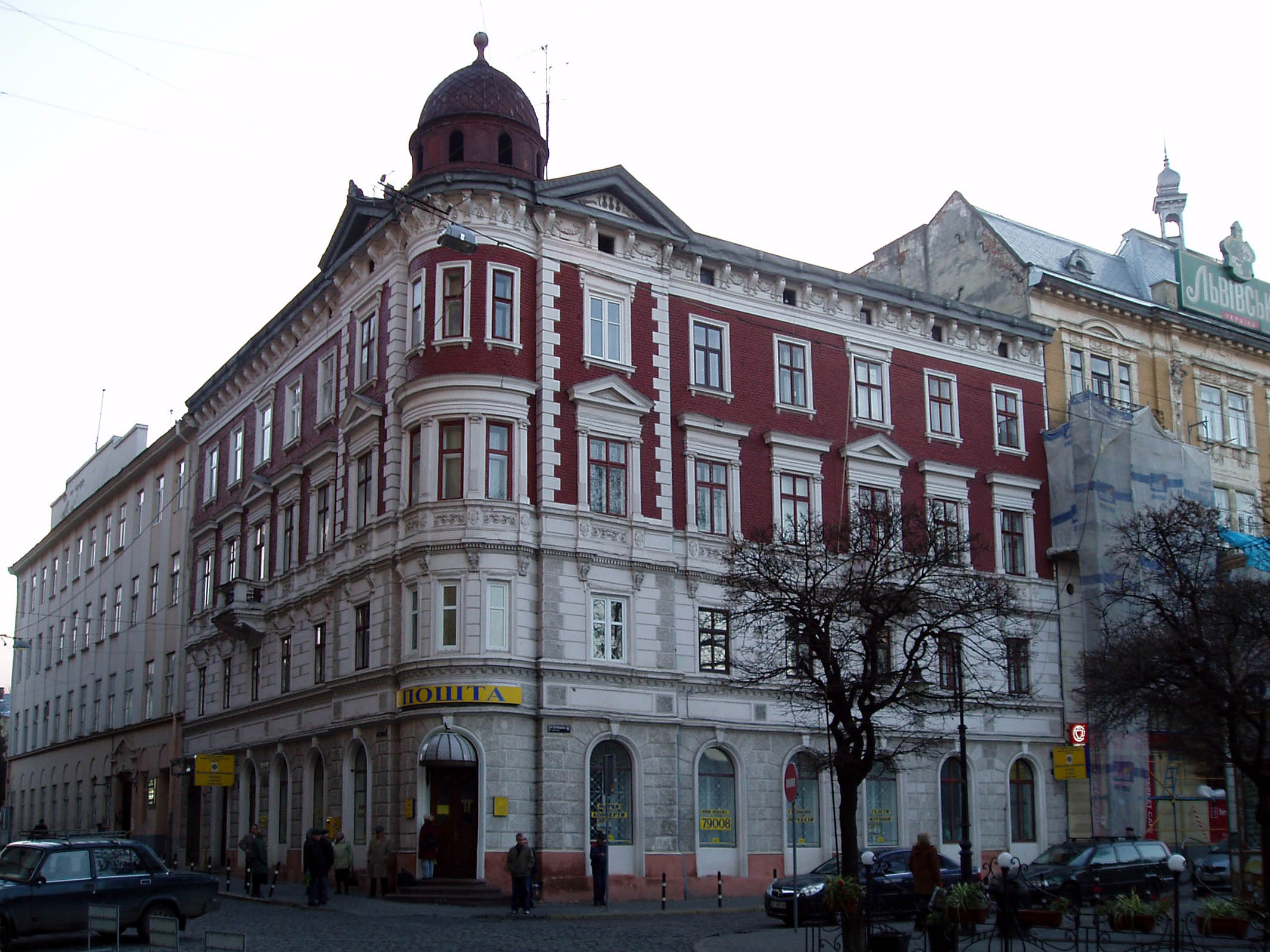
Будівля колишнього товариства імені Михайла Качковського (1888; вул. Валова, 14)
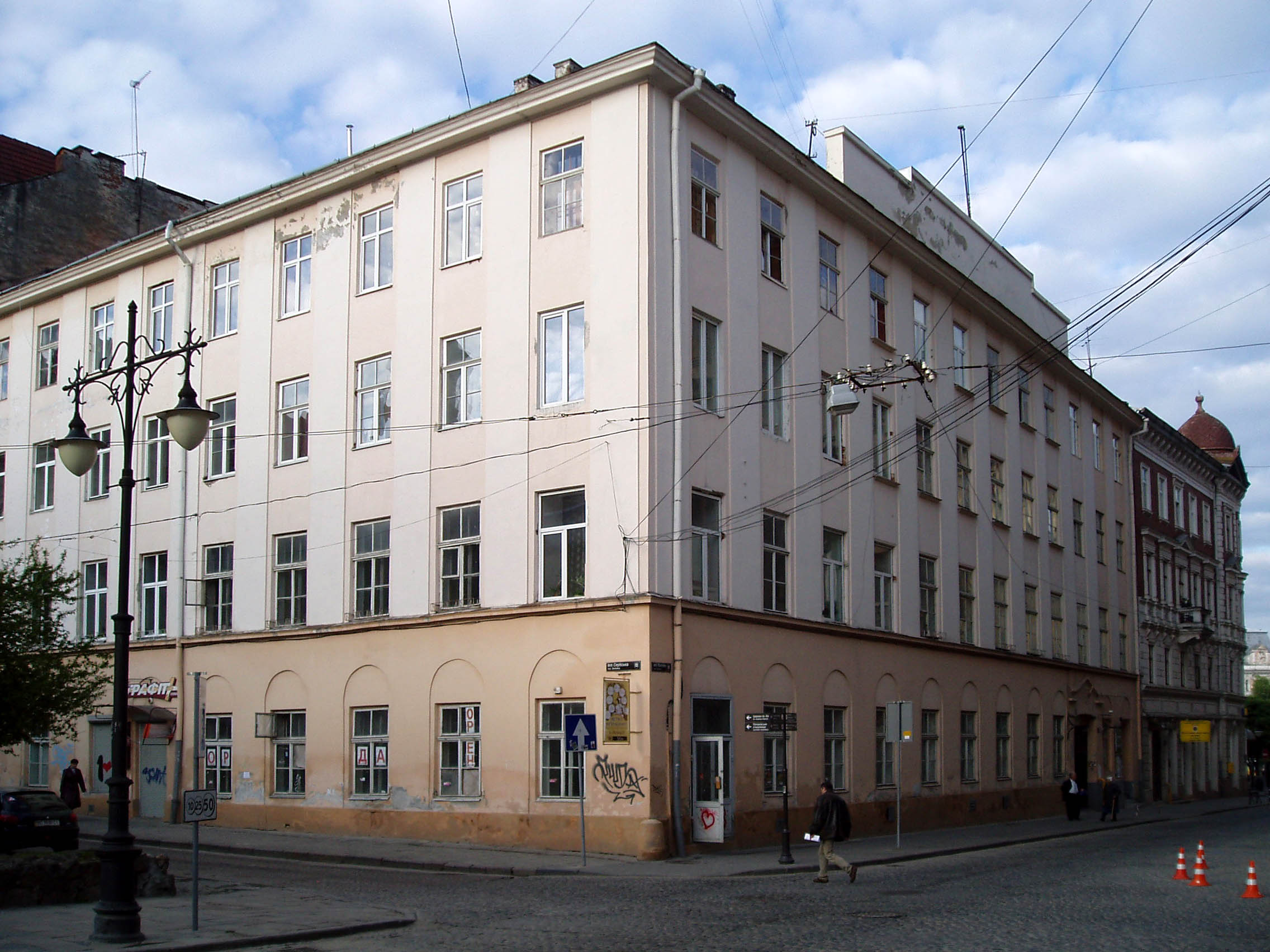
Житловий будинок № 16
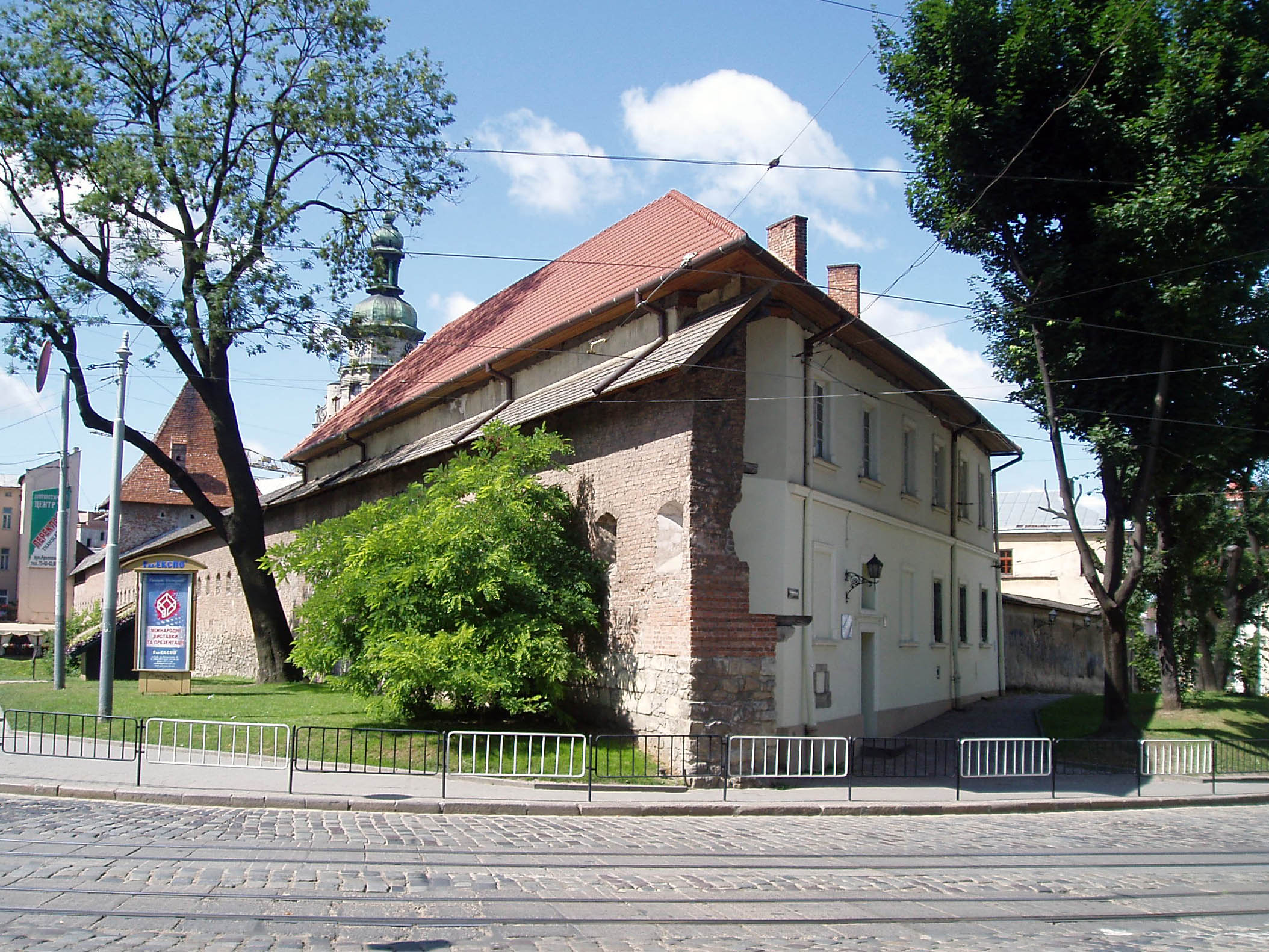
Житловий будинок № 20 і фрагмент оборонного муру
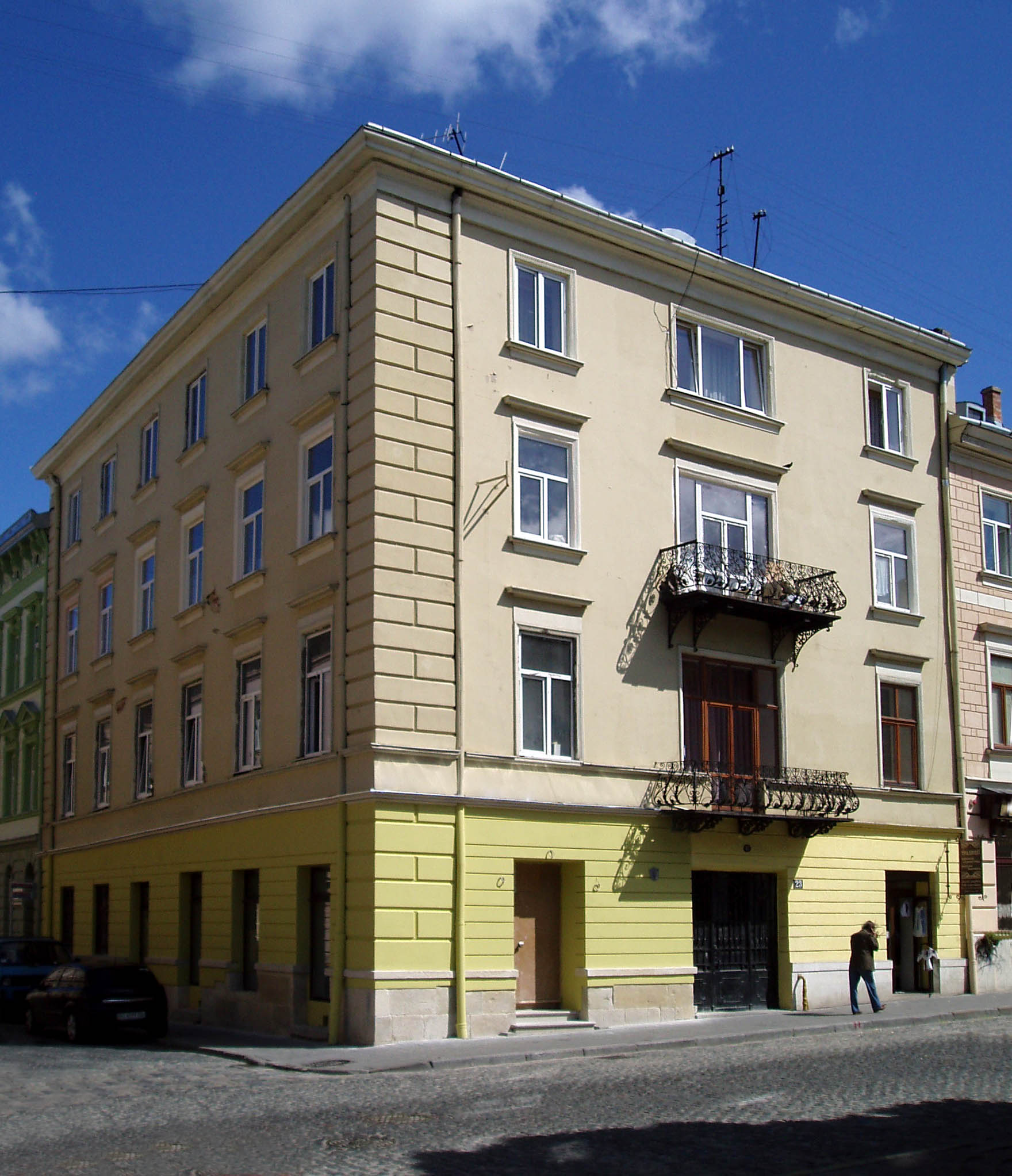
Житловий будинок № 23
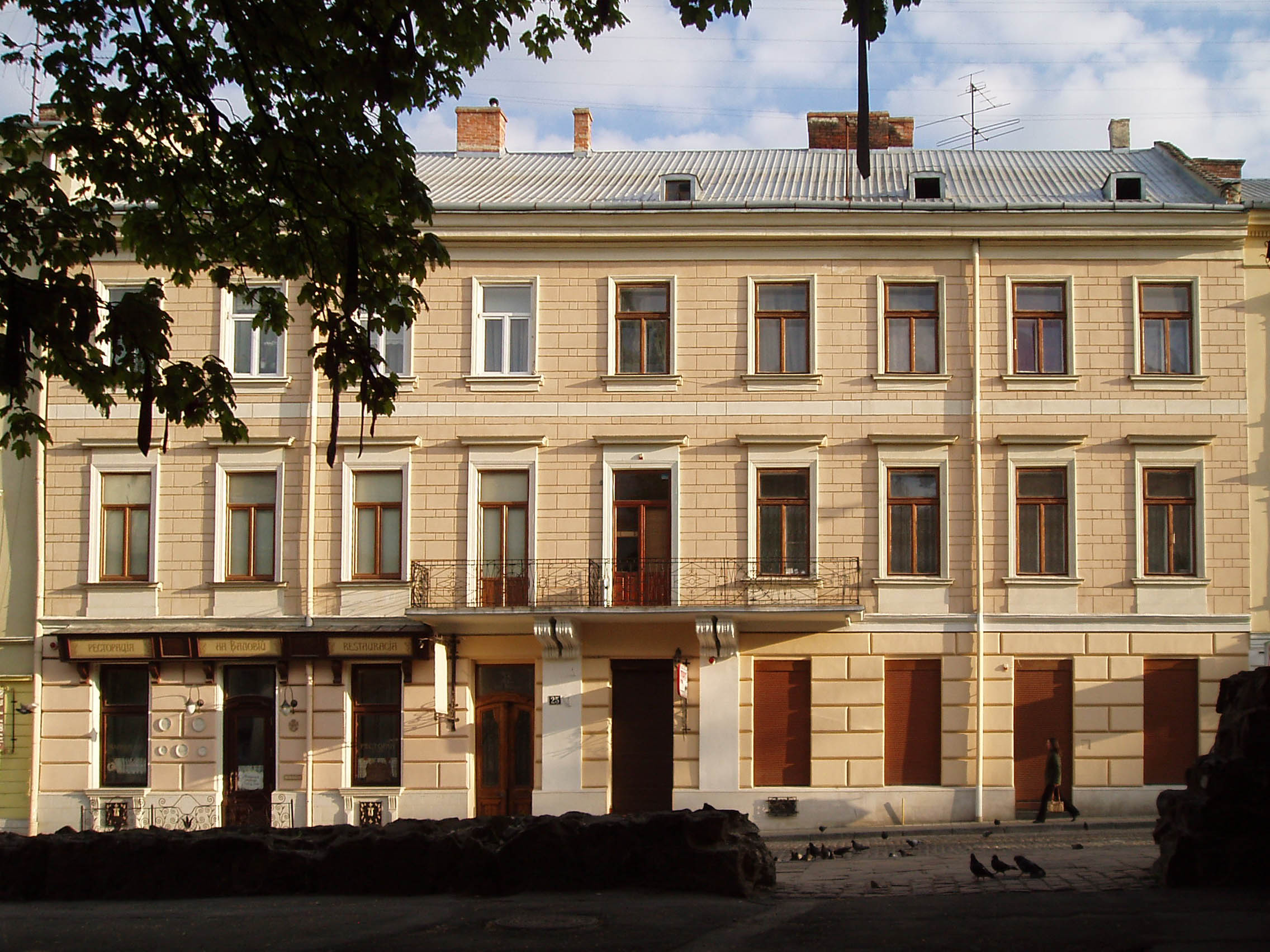
Житловий будинок № 25
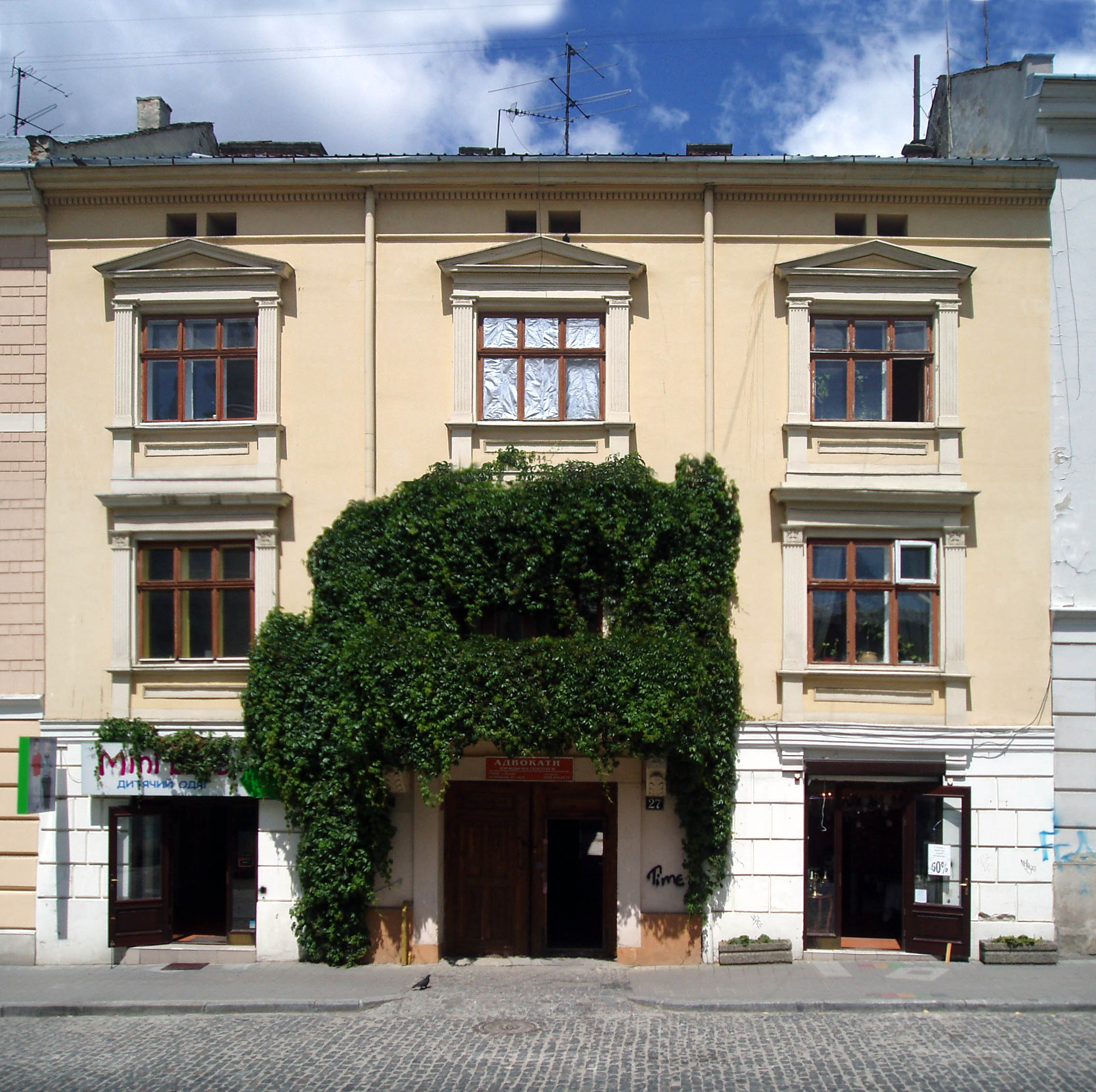
Житловий будинок № 27
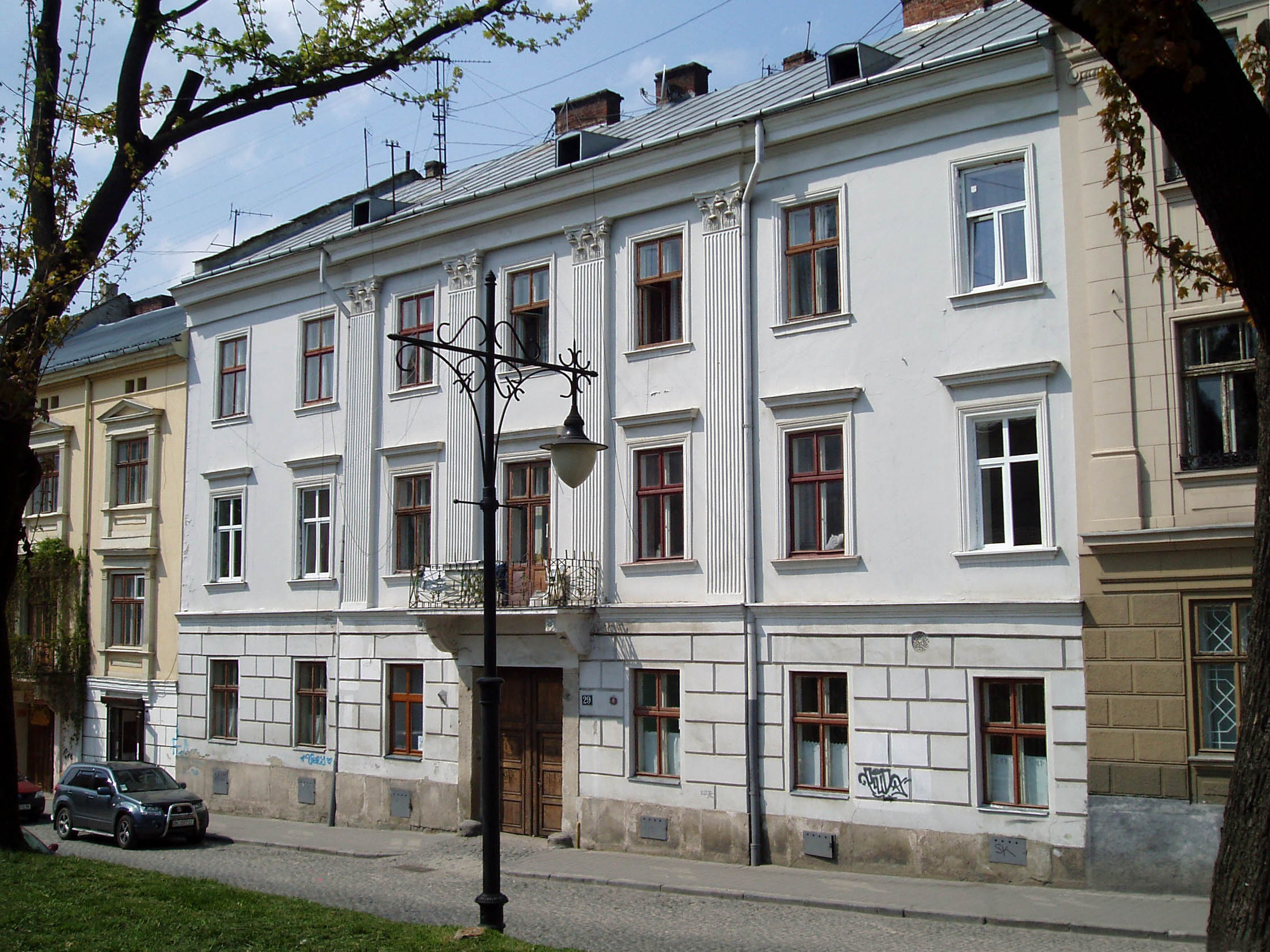
Житловий будинок № 29